# Sammanfogning
För snickeritermen  se Sammanfogning (snickeri).
Sammanfogning, eller bara fogning, även hopfogning, innebär att två materialstycken binds ihop till ett större stycke. Anslutningen (mellanrummet och beröringsytorna) mellan de ingående styckena kallas fog och mellanrummet kan vara utfyllt med någon typ av fogmassa såsom lim eller murbruk. Spalter och dylika mellanrum som inte fäster styckena på något sätt räknas inte som fogar. Söm är en typ av fog.
En fog kan medge olika rörelse mellan styckena.
Objekten kan vara av plast, plåt, aluminium och så vidare. Sammanfogningen görs med någon typ av förbandsteknik (fogmetod), till exempel limning, olika svetsar, spikning och nitning.
Det vertikala avståndet mellan styckena i en fog kallas fogsprång.
När fogen, till exempel via efterbearbetning, inte syns i färdigt skick kallas den för skarv.

## Typer av fogar
- Överlappsfog
- Rät stumfog (I-fog) eller snefasad stumfog
- Kälfog (Livplåt, kälfog)
- Falsfog
- dilatationsfog